# NGC 7094
NGC 7094 é uma nebulosa planetária na direção da constelação de Pegasus. O objeto foi descoberto pelo astrônomo Lewis Swift em 1884, usando um telescópio refrator com abertura de 16 polegadas. Devido a sua moderada magnitude aparente (+13,4), é visível apenas com telescópios amadores ou com equipamentos superiores. 